# Färgelanda landsfiskalsdistrikt
Färgelanda landsfiskalsdistrikt var 1941–1964 ett landsfiskalsdistrikt i Älvsborgs län, bildat som Valbo landsfiskalsdistrikt när Sveriges nya indelning i landsfiskalsdistrikt trädde i kraft den 1 oktober 1941, enligt kungörelsen den 28 juni 1941. Detta distrikt bildades genom sammanslagning av de två landsfiskalsdistrikten Färgelanda och Högsäter som hade bildats den 1 januari 1918 när Sveriges första indelning i landsfiskalsdistrikt trädde i kraft. När Sveriges nya indelning i landsfiskalsdistrikt trädde i kraft den 1 januari 1952 (enligt kungörelsen 1 juni 1951) ändrades distriktets namn till Färgelanda landsfiskalsdistrikt. Den 1 januari 1965 avskaffades i Sverige samtliga landsfiskaler och landsfiskalsdistrikt, och deras arbetsuppgifter delades upp på de nyskapade indelningarna polisdistrikt, åklagardistrikt och kronofogdedistrikt.
Landsfiskalsdistriktet låg under länsstyrelsen i Älvsborgs län.

## Ingående områden
Kommunerna Färgelanda, Torp, Valbo-Ryr och Ödeborg hade tidigare tillhört Färgelanda landsfiskalsdistrikt och kommunerna Högsäter, Järbo, Lerdal, Råggärd och Ränneslanda hade tidigare tillhört Högsäters landsfiskalsdistrikt. 1 januari 1952 ändrades distriktets indelning genom kommunreformen 1952 men omfattningen ändrades inte.

### Från 1 oktober 1941
Valbo härad:
- Färgelanda landskommun
- Högsäters landskommun
- Järbo landskommun
- Lerdals landskommun
- Råggärds landskommun
- Rännelanda landskommun
- Torps landskommun
- Valbo-Ryrs landskommun
- Ödeborgs landskommun

### Från 1 januari 1952
- Färgelanda landskommun
- Högsäters landskommun
- Ödeborgs landskommun